# سهم جایزه
سهام جایزه (به انگلیسی: Bonus share) یکی از انواع سهام است. هنگامی که شرکت سهامی، از ذخایر اندوخته فراوانی برخوردار باشد، می‌تواند بخشی از آنرا از راه انتشار سهام جایزه در وجه سهامداران کنونی خود، به سرمایه تبدیل کند. معمولاً پس از انتشار سهام جایزه، با توجه به تعداد سهام منتشرشده، قیمت سهام شرکت در بازار، کاهش پیدا می‌کند. با این حال، برای آنکه نرخ سود قابل تقسیم به ازای هر سهم تغییری نکند، پس از چندی قیمت سهم افزایش می‌یابد و سهامدارن با توجه به افزایش تعداد سهام خود، منافع بیشتری به دست خواهند آورد.